# 西安新城廣場

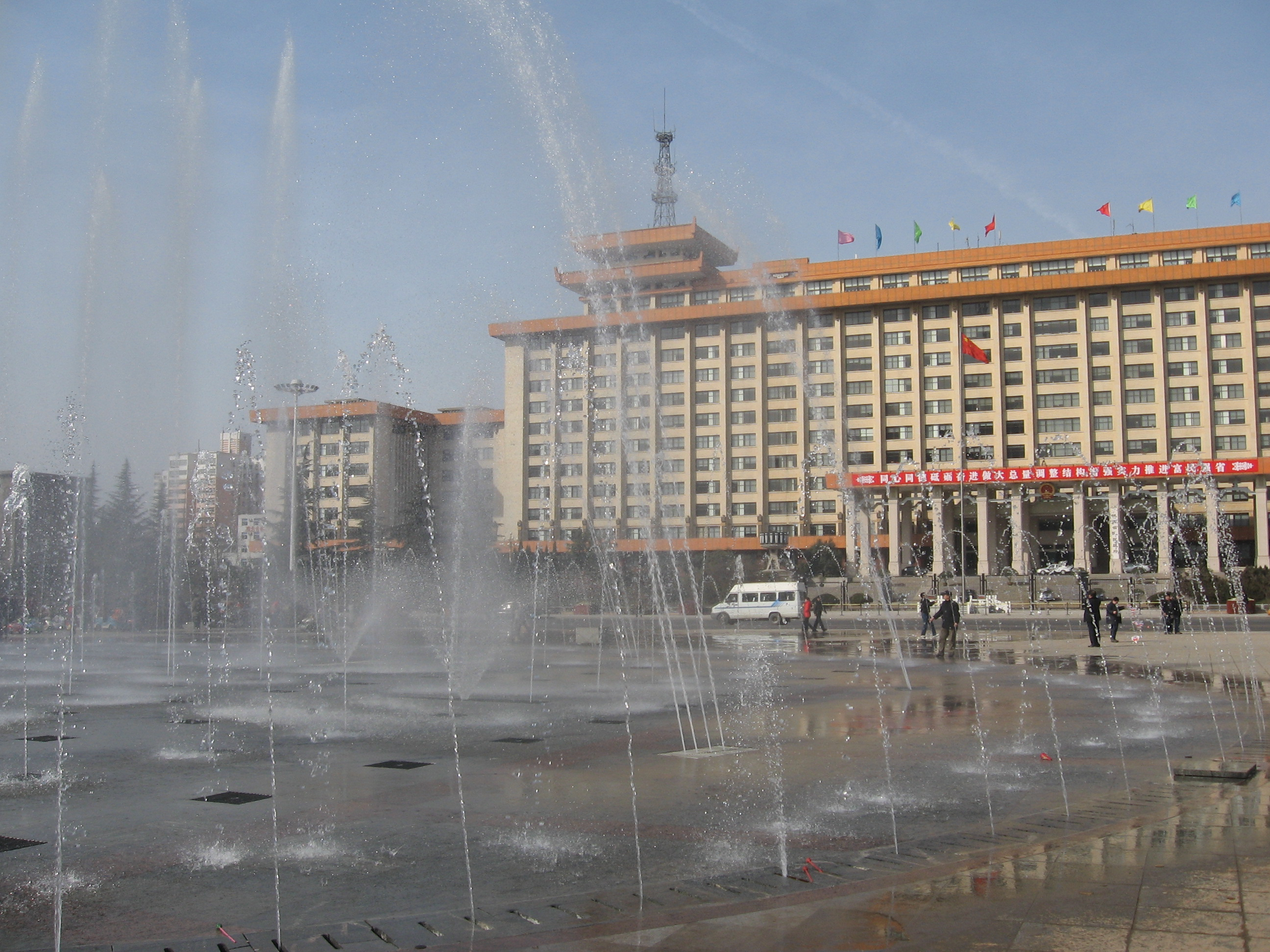

新城广场是中華人民共和國陝西省西安市新城区的一個廣場，位於唐长安城和宋京兆府城东北隅。新城广场北侧有陕西省人民政府大楼，西南有西安市青少年宫和新城剧场，东南是陕西省科技展览馆和新城礼堂。廣場东西长436米，南北宽135.5米，总面积56924平方米，由道路、绿地等组成。其中，东西向道路由东新街西口至西新街东口，长436米，混凝土路面，车行道宽17.5米。南北向道路由南新街北口至省政府门口，长118米，混凝土路面，车行道宽15.5米。东北一西南向和东南一西北向两条道路由广场南口分别延至东口和西口，长312米，沥青路面，车行道宽9米。绿地位于南北向道路两侧，面积42765平方米，綠地上種植草皮，有自动喷灌设施。
新城广场原址是元朝的陕西诸道行御史台监察史院。明朝洪武三年（1370年）在此建立秦王府。明末为李自成的顺王府。清朝初年，建筑拆除改为八旗校场。中華民国15年（1926年）第三次西安戰鬥結束后，當局仿效莫斯科红场將清八旗校场改称红城。1927年，红城南部辟为广场，时称大操场。中華民国20年（1931年）红城更名新城，广场該称新城广场。西安各界追悼李大钊革命烈士大会、冯玉祥率部东征北伐誓师大会均在此举行。中華民國36年（1947年），西安市政府对新城广场进行改造，将广场北、东、西3条土路改为泥结碎石路面，並新辟南北向中央道路。1952年又改造扩建新城广场，拆除东西南3面的3座城楼和门墙、戏楼以及残存的炮台与部分城墙。1989年八九民運在西安爆發後，新城廣場成為示威者多次集會的場所，並曾在4月22日爆發騷亂。